# Trois morceaux op. 2
Les Trois morceaux opus 2 sont trois pièces pour piano d'Alexandre Scriabine composées en 1889.